# Блумінгбург (Нью-Йорк)
Блумінгбург (англ. Bloomingburg) — селище (англ. village) в США, в окрузі Салліван штату Нью-Йорк. Населення — 1032 особи (2020).

## Географія
Блумінгбург розташований за координатами 41°33′20″ пн. ш. 74°26′33″ зх. д. / 41.55556° пн. ш. 74.44250° зх. д. (41.555446, -74.442464).  За даними Бюро перепису населення США в 2010 році селище мало площу 0,80 км², уся площа — суходіл. В 2017 році площа становила 1,78 км², уся площа — суходіл.

## Демографія
Згідно з переписом 2010 року, у селищі мешкало 420 осіб у 190 домогосподарствах у складі 93 родин. Густота населення становила 525 осіб/км².  Було 221 помешкання (276/км²).
Расовий склад населення:
| - 84,3 % — білих - 4,5 % — чорних або афроамериканців - 1,0 % — азіатів - 0,5 % — корінних американців - 4,0 % — осіб інших рас |

До двох чи більше рас належало 5,7 %. Частка іспаномовних становила 13,3 % від усіх жителів.
За віковим діапазоном населення розподілялося таким чином: 23,3 % — особи молодші 18 років, 61,5 % — особи у віці 18—64 років, 15,2 % — особи у віці 65 років та старші. Медіана віку мешканця становила 37,0 року. На 100 осіб жіночої статі у селищі припадало 92,7 чоловіків;  на 100 жінок у віці від 18 років та старших — 87,2 чоловіків також старших 18 років.
Середній дохід на одне домашнє господарство  становив 48 494 долари США (медіана — 45 417), а середній дохід на одну сім'ю — 55 389 доларів (медіана — 49 821). За межею бідності перебувало 16,8 % осіб, у тому числі 21,3 % дітей у віці до 18 років та 14,7 % осіб у віці 65 років та старших.
Цивільне працевлаштоване населення становило 158 осіб. Основні галузі зайнятості: освіта, охорона здоров'я та соціальна допомога — 29,7 %, роздрібна торгівля — 12,7 %, будівництво — 11,4 %.